# Nereididae
Los nereídidos (Nereididae) son una familia de anélidos poliquetos del orden Aciculata.